# Henrik Højlund
Henrik Højlund (født 2. februar 1960) er en dansk teolog, debattør og forfatter. Han er præst i Aarhus Bykirke og var i oktober 2020 præst i en række TV-gudstjenester for DR.

### Bøger
- Hjælp til bøn (1982) ISBN 8787515741
- Prædikerens håndbog (2001) ISBN 8756456522
- Vær lystig i Kristus - Forkyndelse der frigør (2006) ISBN 87-564-5860-6
- Gammel vin på nye sække (2006) ISBN 9788756458832
- Klosteret og kærligheden (2009) ISBN 9788789626611
- Gentagelsen er det daglige brød (2009) ISBN 9788772423289
- Mærk Gud (2014) ISBN 9788774671558
- De overbeviste - samtaler om tro - Carsten Andersen som medforfatter (2015) ISBN 9788772423678
- Opstand om opstandelsen - 10 bidrag til debatten - Jørgen Sejergaard som medforfatter (2016) ISBN 9788772423722
- Jeg tror, du er her (2019) ISBN 9788775239832
- Som et lille barn - prædikener over Luthers Lille Katekismus Sune Skarsholm som medforfatter (2019) ISBN 9788756464024

### Essays
- Opgør i et vadested: et essay om halve opgør blandt danske toneangivende (1992) ISBN 8789626044
- Strøtanker fra en uerfaren præst (1998) ISBN 8787737191
- Stikord (2003) ISBN 8772422491